# Textilverbundstoff
Textilverbundstoffe (textile Verbundstoffe) ist ein Sammelbegriff für textile Flächengebilde, die durch  Verbinden von Textilien jeglicher Herstellungsart und Aufmachungsform miteinander und auch mit nichttextilen Materialien hergestellt werden
Unter dem Begriff Textilverbundstoffe wurden  Ende der 1950er/Anfang der 1960er Jahre in der ČSSR und der DDR  die in dieser Zeit entwickelten neuartigen textilen Flächengebilde in Abgrenzung zu den existierenden konventionellen Geweben, Maschen- und Flechtwaren zusammengefasst.
Als Verbundtechnologien dienen Filzen, Vernadeln, Übernähen, Verkleben, Verschweißen, Beschichten oder Bondieren von Fasern, Garnen oder Flächen.
Zu den Textilverbundstoffen gehören Filze, Vliesstoffe, Nähwirkstoffe, mehrschichtige Textilien (Multitextilien) und Tufting-Erzeugnisse.